# 蕭宝攸
蕭 宝攸（蕭寶攸、しょう ほうゆう、生年不詳 - 中興2年3月13日（502年4月5日））は、南朝斉の皇族。『南史』では、蕭宝修（蕭寶脩）と書かれる。邵陵王。明帝蕭鸞の九男。字は智宣。

## 経歴
蕭鸞と管淑妃のあいだの子として生まれた。建武元年（494年）11月、南平郡王に封じられた。建武2年（495年）9月、邵陵王に改封された。建武3年（496年）、北中郎将となり、琅邪城に駐屯した。永元元年（499年）2月、持節・都督南北徐南兗青冀五州諸軍事・南兗州刺史となった。赴任しないうちに、征虜将軍・領石頭戍事に転じた。12月、陳顕達の乱が鎮圧されると、宝攸は持節・都督江州諸軍事・左将軍・江州刺史に任じられた。建康に召還され、中軍将軍・秘書監に任じられた。永元3年（501年）2月、荊州刺史に任じられた。
中興2年3月辛丑（502年4月5日）、謀反の罪で宣徳太后の令により死を賜った。

## 伝記資料
- 『南斉書』巻50 列伝第31
- 『南史』巻44 列伝第34